# Hamberg (berg i Österrike, Tyrolen)
Hamberg är ett berg i Österrike.   Det ligger i distriktet Schwaz och förbundslandet Tyrolen, i den västra delen av landet, 300 km väster om huvudstaden Wien. Toppen på Hamberg är 2 096 meter över havet.
Terrängen runt Hamberg är bergig åt sydväst, men åt nordost är den kuperad. Närmaste större samhälle är Schwaz, 15,7 km väster om Hamberg. 
I omgivningarna runt Hamberg växer i huvudsak blandskog. Runt Hamberg är det ganska glesbefolkat, med 42 invånare per kvadratkilometer.